# Wilkesville
Wilkesville és una població dels Estats Units a l'estat d'Ohio. Segons el cens del 2000 tenia 151 habitants.

## Demografia
Segons el cens del 2000, Wilkesville tenia 151 habitants, 70 habitatges, i 41 famílies. La densitat de població era de 201 habitants per km².
Dels 70 habitatges en un 24,3% hi vivien nens de menys de 18 anys, en un 47,1% hi vivien parelles casades, en un 7,1% dones solteres, i en un 41,4% no eren unitats familiars. En el 40% dels habitatges hi vivien persones soles el 21,4% de les quals corresponia a persones de 65 anys o més que vivien soles. El nombre mitjà de persones vivint en cada habitatge era de 2,16 i el nombre mitjà de persones que vivien en cada família era de 2,88.
Per edats la població es repartia de la següent manera: un 20,5% tenia menys de 18 anys, un 5,3% entre 18 i 24, un 23,8% entre 25 i 44, un 29,1% de 45 a 60 i un 21,2% 65 anys o més.
L'edat mediana era de 45 anys. Per cada 100 dones de 18 o més anys hi havia 93,5 homes.
La renda mediana per habitatge era de 22.188 $ i la renda mediana per família de 36.875 $. Els homes tenien una renda mediana de 35.179 $ mentre que les dones 33.125 $. La renda per capita de la població era de 16.274 $. Aproximadament el 16,7% de les famílies i el 18,8% de la població estaven per davall del llindar de pobresa.

## Poblacions més properes
El següent diagrama mostra les poblacions més properes.